# فيكتوريا رويل
فيكتوريا رويل (بالإنجليزية: Victoria Rowell)‏ (و. 1959  م) هي منتجة أفلام، وكاتِبة، وممثلة تلفزيونية، وممثلة أفلام، وعارضة، وراقصة أمريكية، ولدت في بورتلاند، مين.

## التعليم
تعلمت في مدرسة الباليه الأمريكي ‏
.

## وصلات خارجية
- فيكتوريا رويل على موقع IMDb (الإنجليزية)
- فيكتوريا رويل على موقع ألو سيني (الفرنسية)
- فيكتوريا رويل على موقع أول موفي (الإنجليزية)
- فيكتوريا رويل على موقع قاعدة بيانات الأفلام السويدية (السويدية)
- فيكتوريا رويل على موقع إن إن دي بي (الإنجليزية)
- فيكتوريا رويل على موقع قاعدة بيانات الفيلم (الإنجليزية)
- فيكتوريا رويل على موقع كينوبويسك (الروسية)